# (1046) Edwin
(1046) Edwin es un asteroide perteneciente al cinturón de asteroides descubierto por Georges Achille van Biesbroeck desde el Observatorio Yerkes de Williams Bay, Estados Unidos, el 1 de diciembre de 1924.

## Designación y nombre
Edwin fue designado inicialmente como 1924 UA.
Posteriormente se nombró en honor de un hijo del descubridor.

## Características orbitales
Edwin orbita a una distancia media de 2,983 ua del Sol, pudiendo acercarse hasta 2,787 ua y alejarse hasta 3,179 ua. Su excentricidad es 0,06571 y la inclinación orbital 7,9°. Emplea en completar una órbita alrededor del Sol 1882 días.